# Kateřina Štenclová
Kateřina Štenclová (* 17. května 1959, Praha) je česká malířka, představitelka abstraktní malby.

## Život
V období let 1982 – 1988 studovala Kateřina Štenclová na Akademii výtvarných umění v Praze. Již od roku 1984 počala své práce představovat v rámci neoficiálních výstav Konfrontace. Ve své tvorbě je zaměřena na abstraktní malbu, dlouhodobě staví na čisté barvě a kompozici vycházející ze vztahu ploch, další inspirací se jí staly obrazce z barev, které vznikají při její práci v ateliéru jejich odkapáváním na igelitovou fólii, kterou je chráněna podlaha. V roce 2019 byla zařazena do výběrové soutěže na Výtvarný návrh pro stanici metra Nádraží Krč, trasa D, vypsané Národní galerií v Praze a Metroprojektem. Vyučuje na Francouzském lyceu v Praze a působí jako lektorka výtvarného umění.
Poslední rozhovory s Kateřinou Štenclovou jsou dostupné na webu Českého rozhlasu, stanice Vltava - červen 2003,  říjen 2003 na stanici Vltava  a na České televizi 

## Umělecká činnost

### Samostatné výstavy
- 1990 KS Blatiny, Praha (s E.Bornovou)
- Galerie Opatov, Praha
- Galerie Na Bidýlku, Brno
- Aulum, Dánsko
- 1991 Stopy barev, Galerie mladých, Praha
- Malerei, Galerie Artiforum, Gottingen, Německo
- Peintures, Galerie Municipal, Cognac, Francie
- Galerie B. Reita, Louny (s S. Klimešem)
- 1992 Circumstances, Kulturzentrum Scuol, Švýcarsko
- 1993 Harmonie barev, Kostel sv. Vavřince, Praha
- 1994 Světlo barvy, Nová síň, Praha
- Rovnováha rozdílu, Galerie Radost, Praha (s E. Bornovou)
- 1997 Pocta Pešánkovi, Kutná Hora (s P.Trnkou)
- 1998  Obrazy, Dům umění, Brno [11]
- Odlišné gravitace, Galerie Mecenáš, Plzeň (s J.Plieštikem)
- 1999 Hranice události, Národní galerie - Veletržní palác, Praha
- 2001 Skoromonochromy, Galerie Navrátil, Praha
- Fotoobrazy, Galerie Litera, Praha
- Selected Affinities, Czech Centre, New York (s M. Škodou)
- Stereotace - Dům umění, České Budějovice [12]
- 2004 3. výstava z cyklu Praha - Vídeň, Galerie Navrátil, Praha (s Johannem Julianem Taupem)
- Rámec možnosti, Galerie Bayer&Bayer, Praha
- 2006 Obrazy, Výstavní síň Sokolská 26, Ostrava
- 2007 Modrotikály, galerie Via art, Praha
- 2008 instalace Obraz-obrazu-obrazem II, Orco, Praha
- Obraz-obrazu-obrazem, Galerie XXL, Louny
- 2009 Obrazy, České kulturní centrum ,Sofie, Bulharsko
- Fotodetaily, Divadlo Na Dobešce, Praha 4
- 2010 Až do konce malby, Galerie města Plzeň, Plzeň [13]
- 2011 Recyklus, Galerie Navrátil, Praha
- Obrazy, Galerie Aspekt, Brno [14]
- 2013 Continuo II., Knihovna Václava Havla, Praha [15]
- Kateřina Štenclová, Galerie Caesar, Olomouc [16]
- Continuo, Galerie NoD, Praha [17]
- 2014 Duende II, galerie Via Art, Praha
- 2015 Je peins donc je suis, Francouzský institut, Praha [18]
- 2016 Recyklus II., Galerie Ve Věži, Planá u Mariánských Lázní
- 2017 Světlo Barvy II., Galerie současného umění, Roudnice nad Labem [19]
- Světlo ruší stíny, Galerie Bubec, Praha [20]
- 2018 Propustné světy, Galerie výtvarného umění v Hodoníně (s Kristýnou Šormovou)
- 2019 Hranice řeči II, Alšova jihočeská galerie, České Budějovice [21]
- Otisky vnitřních map, Letohrádek Ostrov, Galerie umění Karlovy Vary
- Hranice mé řeči, Galerie Topičův salón, Praha [22]
- 2020 Retro - Galerie U Bílého jednorožce v Klatovech [23][24][25]
- 2021 Vhledy, CUBExCUBE Gallery, Kryštofovo Údolí u Liberce
- Light Insight, Holyňská kaple, Slivenec [26]
- 2023 Na hladině času, GASK Café Fatal, Kutná Hora [27]
- 2024 Expanze jemných struktur, Kampus Hybernská, Praha [28]
- 2024 - 2025 Vzájemnosti, Galerie Pštrossova 23, Praha [29]

### Výběr z kolektivních výstav
- 1988 První bienále uměleckých vysokých škol, Toulouse, Francie
- 1990 Samposium Pescinata, Itálie
- The Culture Center of CSFR, Budapest, Maďarsko
- Les artistes a la Bastille, Paříž, Francie
- 1991 Bilder, Galerie der Stadt Horn, Rakousko
- 1996 Jeunne peinture, Paříž, Francie
- 1996 Concretists from Prague, Stockholm, Švédsko
- 2002 Nový koniec malby, Trnava, Slovensko
- 2002 Monochromie, České muzeum výtvarných umění, Praha [30]
- 2003 Perfect Tense, Jízdárna Pražského hradu, Praha [31]
- 2010 Smalt Art, Ministerstvo kultury, Nosticův palác, Praha
- 2012 Současná česká malba, Galerie NTK, Praha [32]
- 2015 Czech this Art - Czech Centre London
- 2016 Frauen power in der moderner Kunst, Rathaus-Galerie, Konstanz
- 2019 Pokaždé obraz - Chaque fois l’image, Francouzský institut, Praha [33]
- 2021 Moc je také málo Kateřina Štenclová, Otto Placht, Julie Kopová, Galerie Kabinet Chaos, Střítěž [34]
- 2022 Díra ve stázi, Pragovka gallery, Praha [35]
- 2023 Myšlení obrazem: Vizuální události Miroslava Petříčka, GHMP, Městská knihovna Praha, kde je i spoluautorkou koncepce výstavy [36]
- Kompletní přehled výstav je na webu Kateřiny Štenclové, další velký přehled na archivu výtvarného umění abArt. [37][38]
- Dostupné jsou také katalogy a monografie autorky k výstavám.[39]
- Obrazy Kateřiny Štenclové jsou zastoupeny například v těchto galeriích:
- Národní galerie Praha - sekce Současné umění
- Galerie hlavního města Prahy [40]
- Alšova jihočeská galerie, Hluboká nad Vltavou
- Galerie moderního umění v Roudnici nad Labem [41]
- Moravská galerie v Brně [42]

## Osobní život
Kateřina Štenclová je manželkou saxofonisty Františka Kopa, jejich dcera Julie Kopová je rovněž malířkou.